# Potentilla diversifolia
Potentilla diversifolia är en rosväxtart som beskrevs av Johann Georg Christian Lehmann. Potentilla diversifolia ingår i Fingerörtssläktet som ingår i familjen rosväxter.

## Underarter
Arten delas in i följande underarter:
- P. d. madsenii
- P. d. perdissecta
- P. d. ranunculus

## Bildgalleri

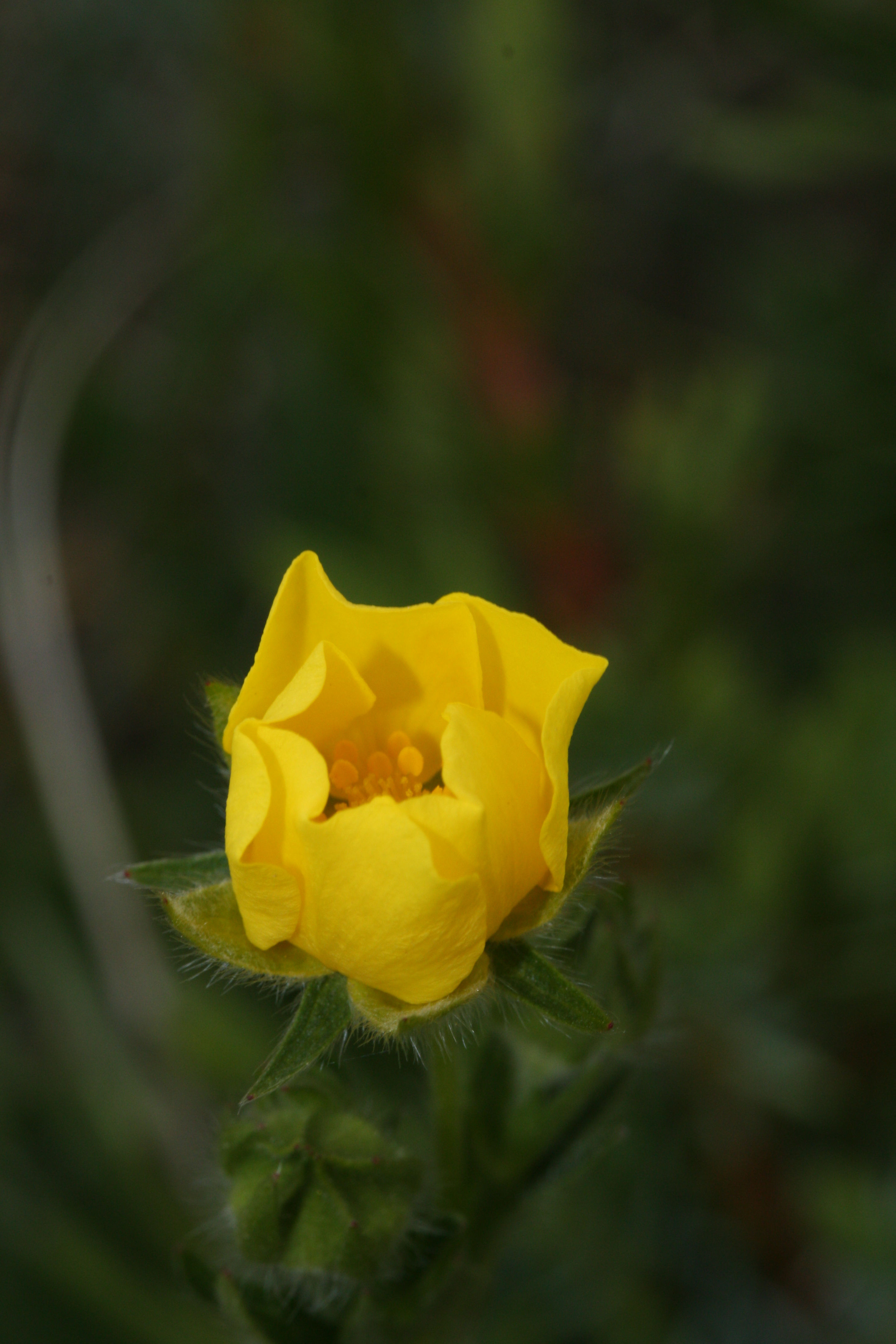
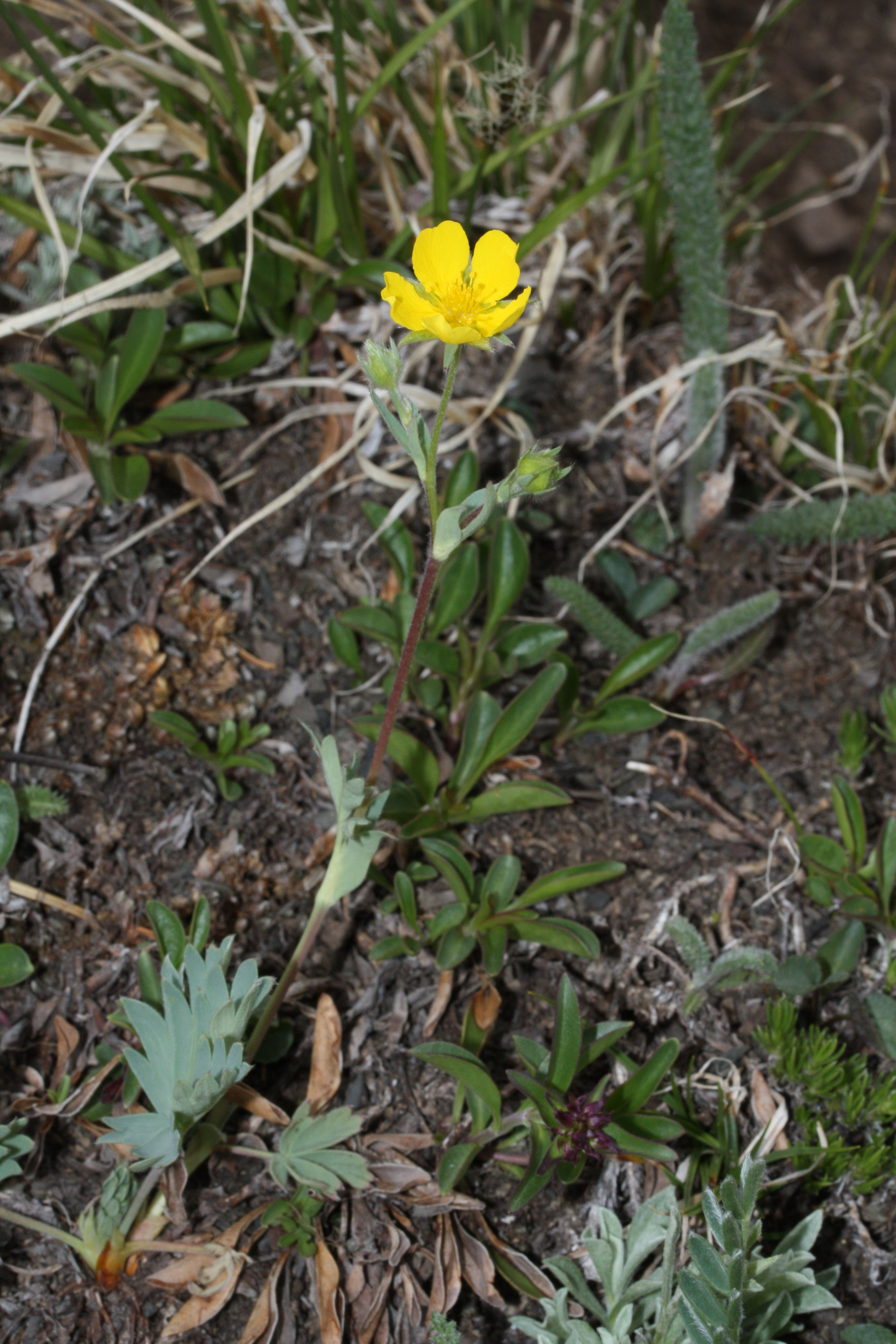
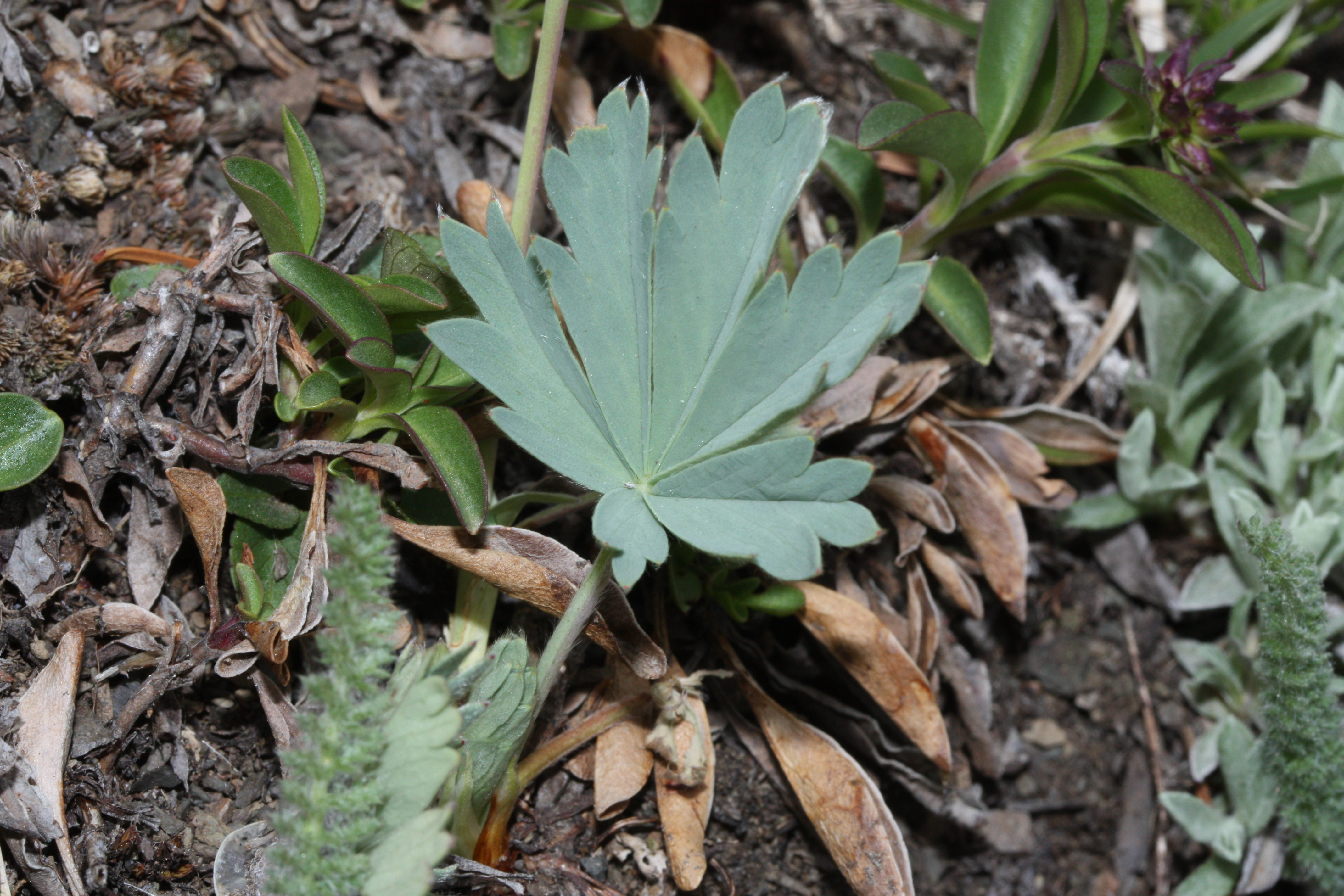
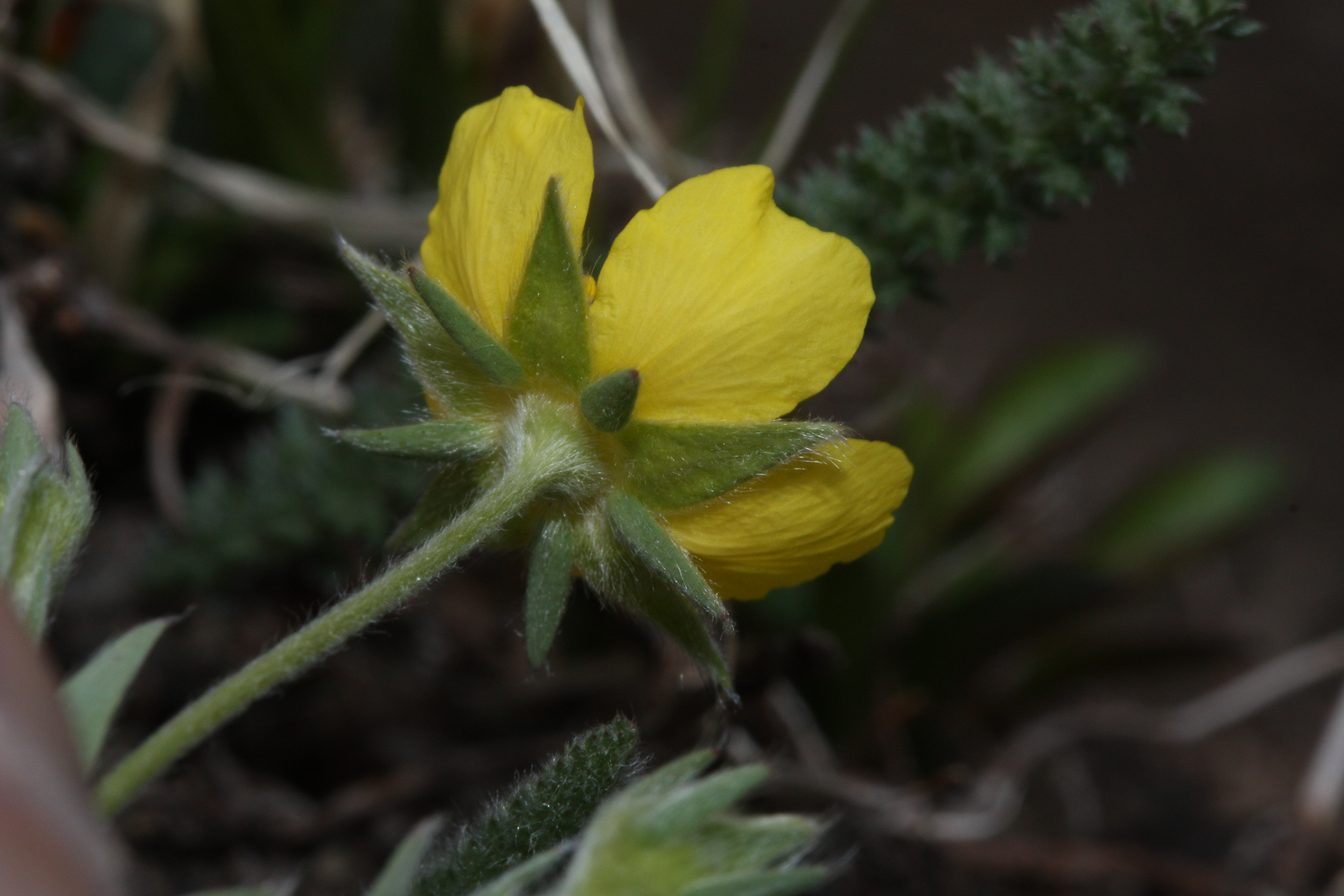
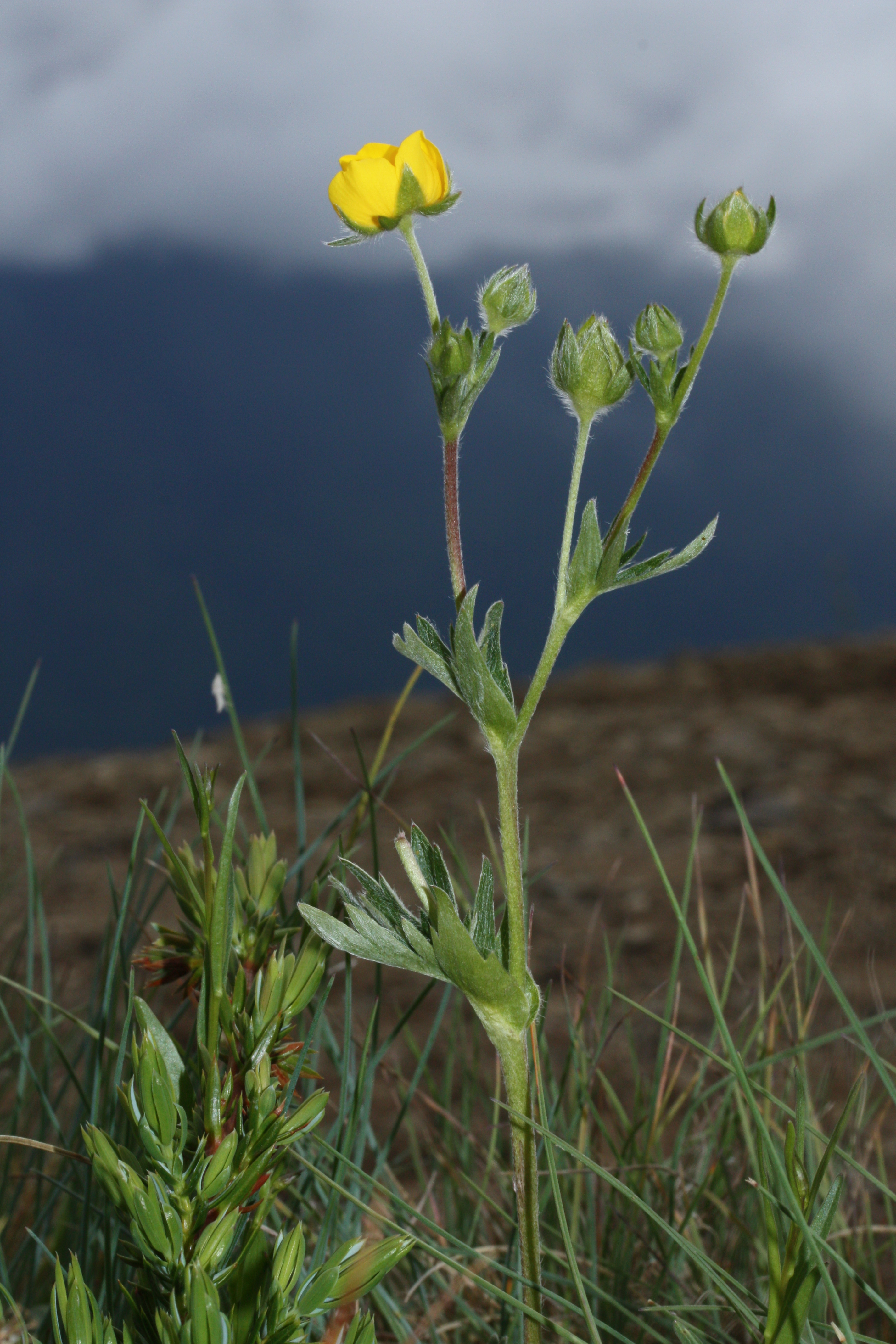
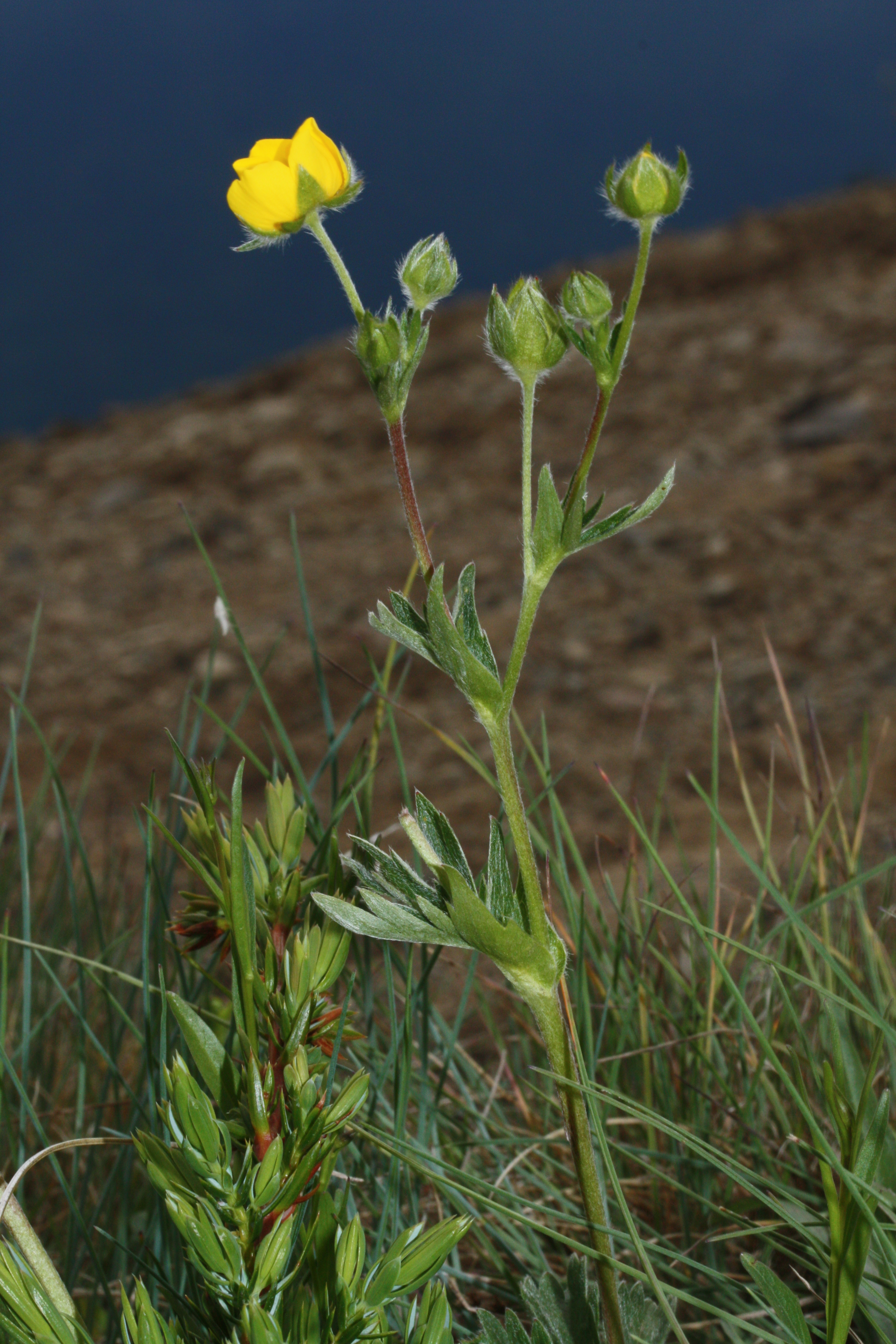